# Scraptia bruneiensis
Scraptia bruneiensis es una especie de coleóptero de la familia Scraptiidae.

## Distribución geográfica
Habita en Borneo.